# Palacio Nacional (Mexiko)

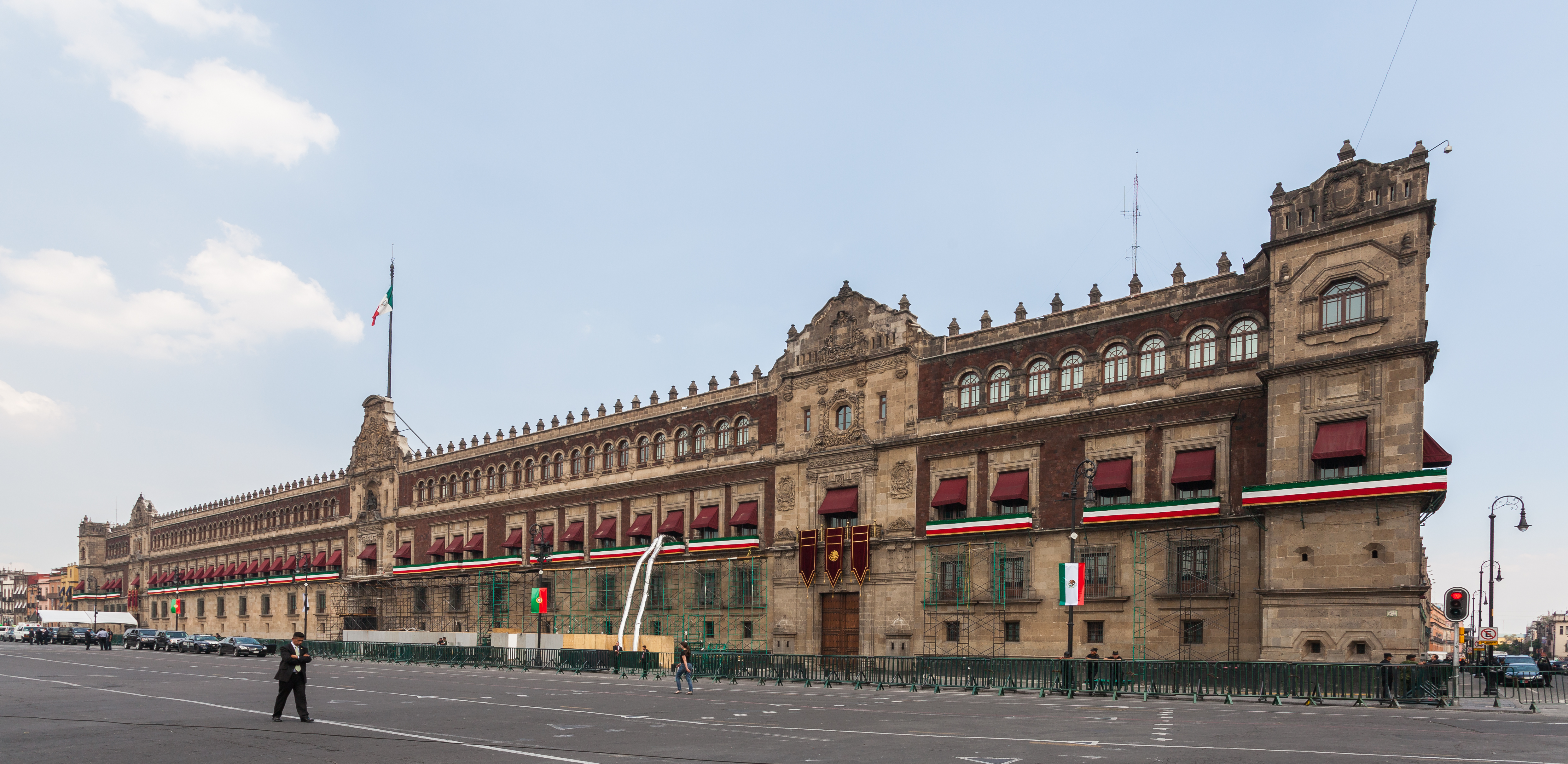
Nationalpalast in Mexiko-Stadt

Der Palacio Nacional („Nationalpalast“) ist Sitz der Regierung von Mexiko. Er liegt am Zócalo, dem zentralen Platz von Mexiko-Stadt.

## Geschichte

### Kolonialzeit
Mit dem Bau des eine Grundfläche von etwa 180 m × 180 m einnehmenden Gebäudes wurde im Jahr 1563, also etwa 40 Jahre nach der Eroberung des Aztekenreichs durch Hernán Cortés, als Residenz des Vizekönigs von Neuspanien begonnen. In den Jahren 1659 und 1692 durch Brände teilweise zerstört, wurde der Palast danach in der heutigen Form wiederaufgebaut. Teile der Fassade bestehen aus rötlichem Tezontle-Vulkangestein, welches großenteils abgetragenen aztekischen Gebäuden entnommen wurde.

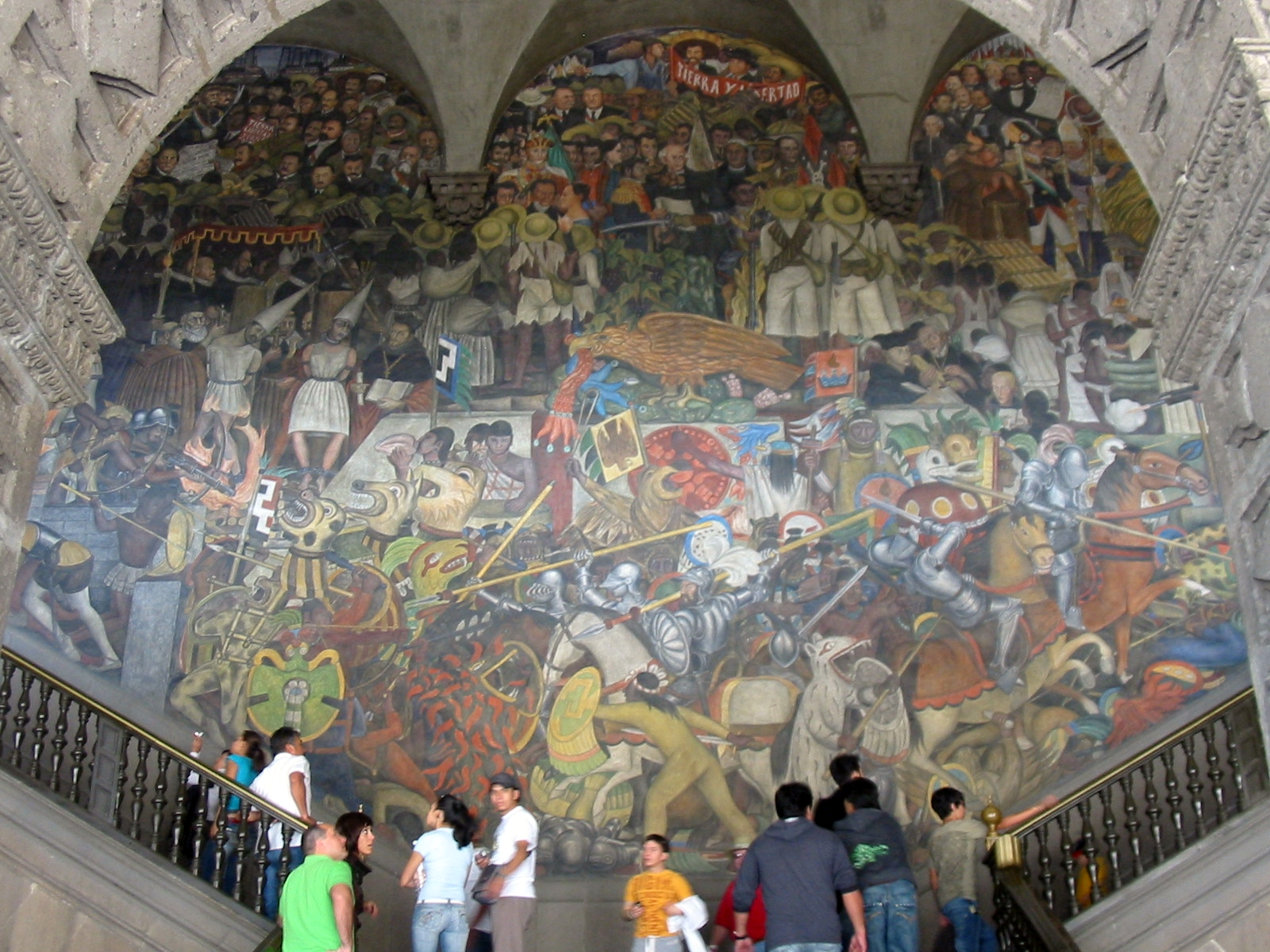
Diego Rivera: Fresko der Geschichte Mexikos im Stiegenhaus

### 19. Jahrhundert
Nach der Unabhängigkeit Mexikos (1821) wurde der Palast in Palacio Nacional umbenannt und diente als Regierungssitz. Während des zweiten mexikanischen Kaiserreiches war er als Palacio Imperial offizielle Residenz, obwohl Schloss Chapultepec als eigentlicher Wohnsitz des Kaiserpaares Maximilian und Charlotte diente. Nach Wiederherstellung der Republik im Jahr 1867 wurde der Palast erneut Regierungssitz.
In einer Wandnische unterhalb des Mittelgiebels ist eine der Glocken aufgehängt, die vom aufständischen Priester Miguel Hidalgo angeblich am Morgen des 16. September 1810 geläutet wurden und den „Schrei von Dolores“ (Grito de Dolores) begleiteten, mit dem der Mexikanische Unabhängigkeitskrieg seinen Anfang nahm.

### 20. Jahrhundert bis heute
Im Jahr 1926 erhielt das Gebäude ein drittes Stockwerk. Zwischen 1929 und 1951 schuf Diego Rivera im Inneren auf über 110 m² Fläche seine berühmten Wandbilder (Murales) zur Geschichte Mexikos. Noch heute ist der Palacio Nacional offizieller Sitz der Regierung und beherbergt neben dem Finanzministerium auch museale Einrichtungen.